# ژانا آبراهامیان
ژانا (کارینه) آبراهامیان (ارمنی: Ժաննա (Կարինե) Աբրահամյան؛ انگلیسی: Zhanna Abrahamyan زادهٔ ۲۰ ژوئیهٔ ۱۹۶۱)، شاعر، نثرنویس، نویسنده ادبیات کودکان اهل ارمنستان است.

## زندگی‌نامه
وی در ۲۰ ژوئیه ۱۹۶۱ در آرماویر به دنیا آمد و از دانشگاه دولتی علوم پرورشی خاچاطور آبوویان ارمنستان فارغ‌التحصیل گشت. وی از سال ۲۰۰۷ عضو اتحادیه نویسندگان ارمنستان است 